# Falkvåltjärnarna (Storsjö socken, Härjedalen, 697994-135209)
Falkvåltjärnarna är en sjö i Bergs kommun i Härjedalen och ingår i Ljungans huvudavrinningsområde.